# Japonské námořní síly sebeobrany
Japonské námořní síly sebeobrany jsou součástí ozbrojených sil Japonska. Jsou následovníky japonského císařského námořnictva, které zaniklo po porážce země ve druhé světové válce. Založeny byly roku 1954 jako námořní složka Japonských sil sebeobrany, zaměřená především na obranu proti ponorkám a minové operace.
Dnes jsou jeho možnosti mnohem širší a patří k nejmodernějším námořnictvům světa. Japonsko například disponuje, hned po USA, druhou největší flotilou torpédoborců na světě. Jedná se o 40 plavidel rozdělených do několika kategorií. K roku 2011 tvoří hlavní síly japonského námořnictva 40 torpédoborců, 6 fregat, 16 ponorek. Dále disponuje stovkou pobřežních, minových a podpůrných plavidel, včetně 3 vrtulníkových výsadkových lodí a 6 raketových člunů. Námořní letectvo představuje 292 letounů a vrtulníků. V námořnictvu slouží 42 400 mužů a 900 záložníků. Pobřežní obranu dále posiluje Pobřežní stráž provozující více než 340 hlídkových lodí.
Hlavní poslání japonských námořních sil sebeobrany představuje obrana japonských ostrovů, ochrana námořních tras a pomoc při živelních pohromách. Sebeobranný charakter japonského námořnictva, zdůrazněný v jeho názvu, vychází z faktu, že japonská Ústava z roku 1947 (vytvořená pod vlivem vítězných Američanů) mu zakazuje vést boj mimo vlastní území. Jedinou výjimkou je účast na zahraničních mírových misích (ovšem pouze mimo oblasti bojů).
Lodě vstoupivší do služby před rokem 2008 mají před jménem zkratku JDS (Japanese Defense Ship), zatímco lodi dokončené po tomto roce pouze JS (Japanese Ship), což je reakcí na zahrnutí námořnictva do nově vzniklého ministerstva obrany.

## Vznik a vývoj

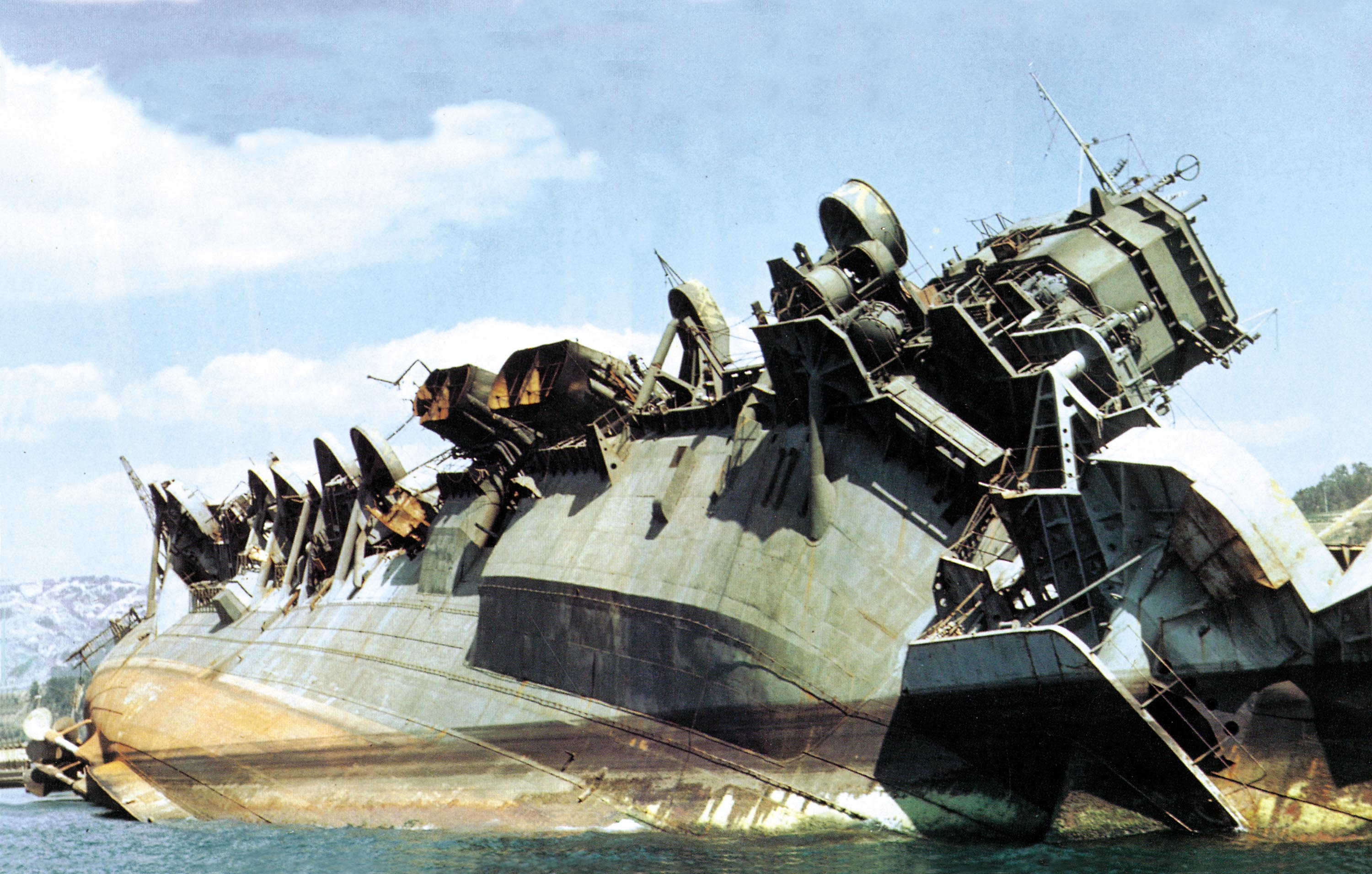
V Kure potopená letadlová loď Amagi v roce 1946

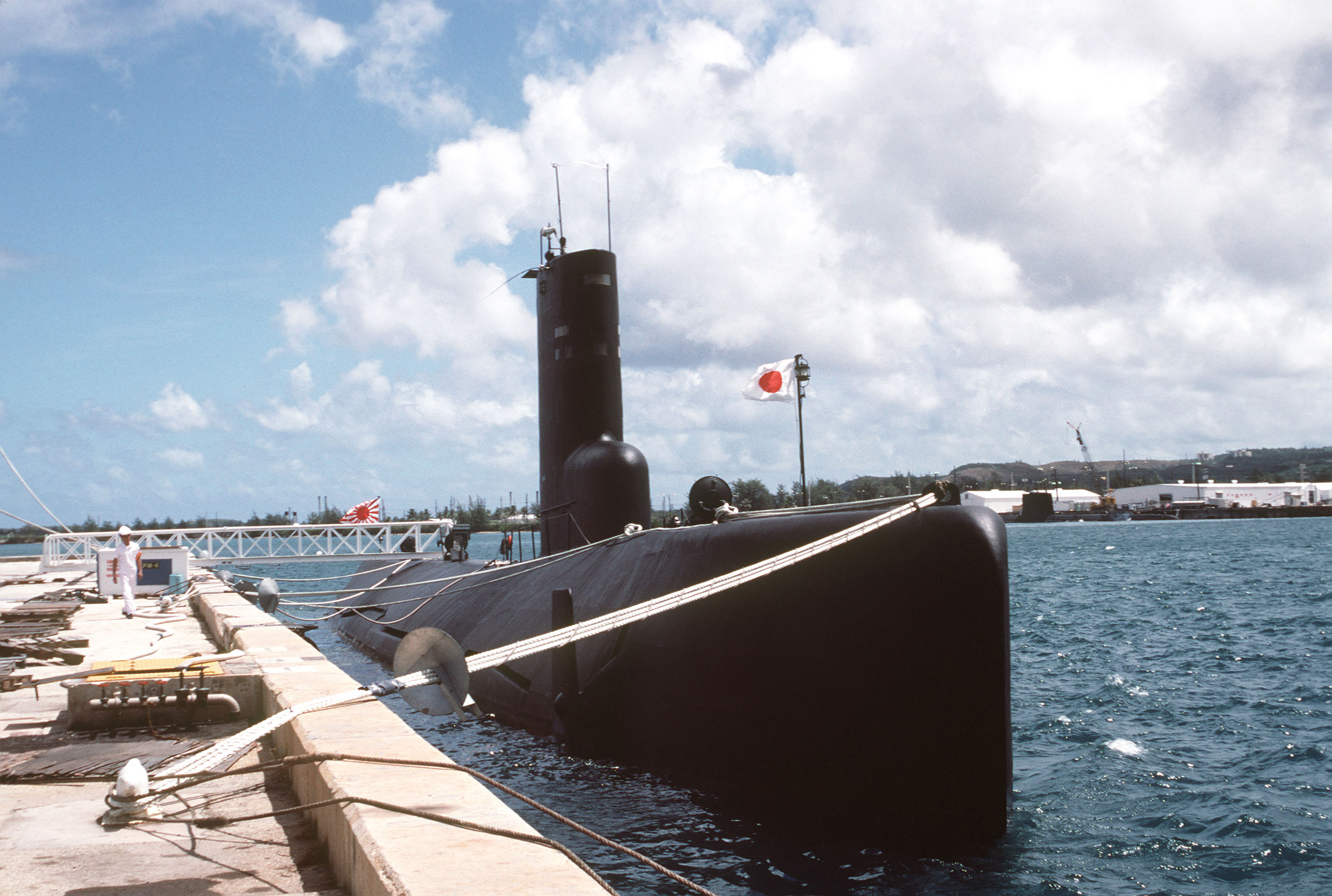
Ponorka třídy Óšio stavěné v 60. letech

Po porážce ve druhé světové válce bylo japonské císařské námořnictvo, před válkou třetí největší námořní velmoc, rozvráceno a ztratilo většinu svých lodí. Vítězové ho odzbrojili, přeživší lodi nechali sešrotovat a některé lodě do velikosti torpédoborce si ponechali jako součást reparací. Výjimkou se staly bitevní loď Nagato a lehký křižník Sakawa, které byly předány USA a byly potopeny roku 1946 při jaderných zkouškách na atolu Bikini.
Zárodek nového námořnictva vznikl 1. května 1948 jako součást ministerstva dopravy. Námořní bezpečností agentura byla de facto pobřežní stráží, která měla na starost ochranu rybolovu, záchrannou činnost, navigaci a likvidaci desetitisíců min, položených ve vodách okolo Japonska během války.
K obnově válečného námořnictva došlo 1. července 1954 a roku 1962 mu bylo podřízeno též vlastní námořní letectvo. Při svém vzniku mělo 115 menších lodí velikostí nepřevyšujících fregaty. Nově budované námořní síly sebeobrany se soustředily zejména na protiponorkový boj, což bylo dáno zejména obrovskou ponorkovou flotilou potenciálních nepřátel SSSR a Číny. Naopak na boj proti vzdušných cílům a hladinovým lodím byl začal být kladen důraz až od 80. let.
Jedinou jednotkou bývalého císařského námořnictva, která byla zařazena do stavu námořních sil sebeobrany, se 31. května 1956 stala JDS Wakaba (DE-261) – původně torpédoborec Naši z třídy Tačibana. Se získáním nových lodí i zbrojních systémů Japonsku pomohly USA, které v něm stále udržují vojenskou přítomnost — zejména se jedná o americkou sedmou flotu se základnou v Jokosuce. Předaly mu například čtyři druhoválečné torpédoborce tříd Fletcher a Gleaves, 17 fregat třídy Tacoma, dva eskortní torpédoborce třídy Cannon a jednu ponorku třídy Gato.
V 60. letech začaly být zařazovány první nové lodě domácí konstrukce, přičemž teprve od poloviny 70. let se technicky dostávaly na světovou úroveň – například zařazením vrtulníkových torpédoborců třídy Haruna a ponorek třídy Uzušio. V 80. a 90. letech se japonské námořnictvo zaměřilo na plnění širšího spektra úkolů a zařadilo do výzbroje nové třídy lodí patřící ke světové špičce – například torpédoborce třídy Kongó.
V roce 1992 mělo japonské námořnictvo 46 000 mužů a provozovalo celkem 155 válečných lodí – z toho 64 torpédoborců a fregat, 13 ponorek a 43 minolovek. Ve stejné době provozovalo rovněž 205 letadel a 134 vrtulníků. Pro vedení rozsáhlých operací však námořnictvo dlouhodobě postrádá dostatek zásobovacích lodí, které by mu poskytovaly účinnou logistickou podporu.

## Současnost

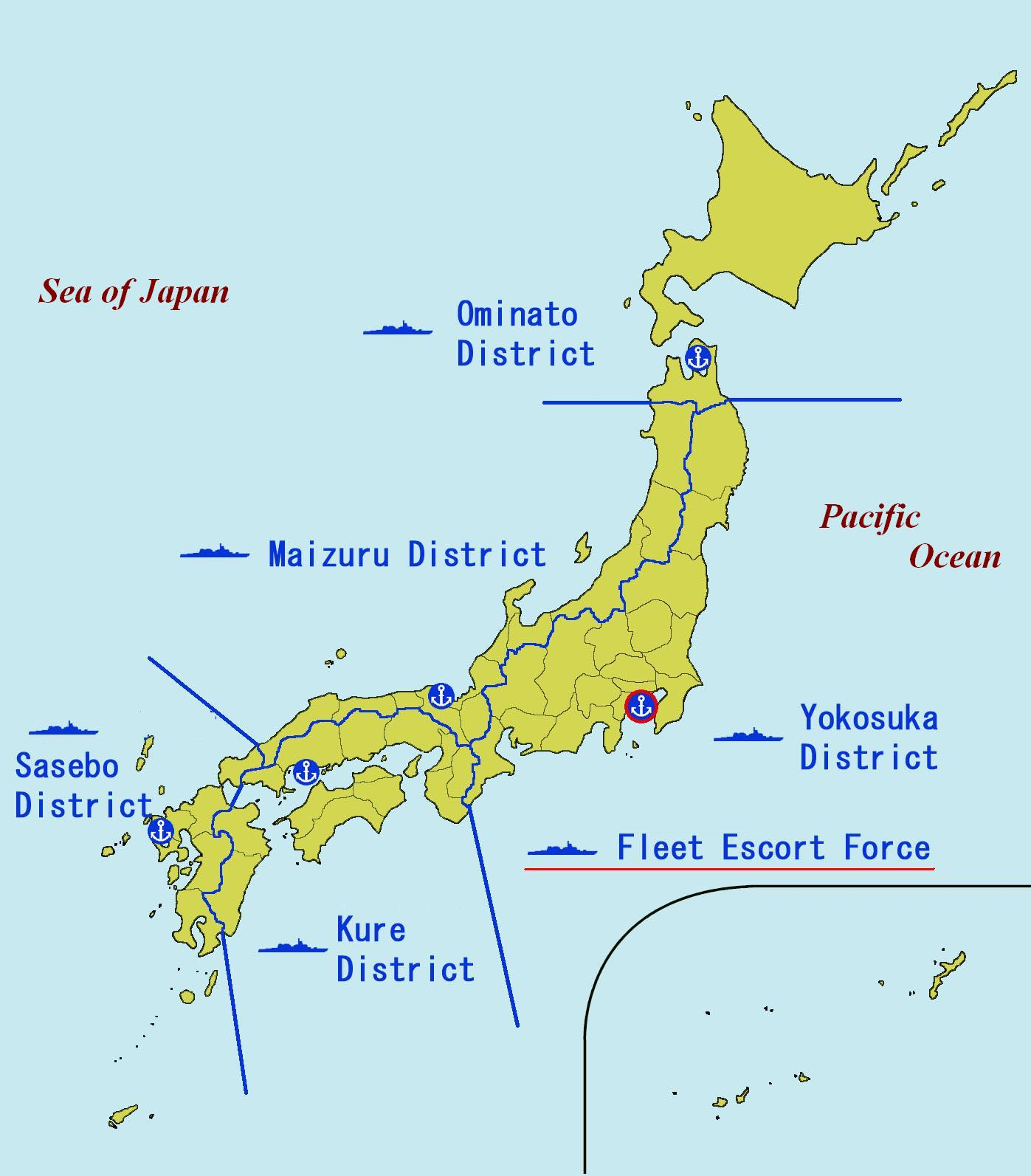
Schéma rozdělení japonských teritoriálních vod do pěti sektorů

K roku 2011 má japonské námořnictvo přibližně 48 velkých hladinových bojových lodí, 16 ponorek, 35 pobřežních a minových lodí a 76 podpůrných plavidel. Podporuje ho 292 letounů a vrtulníků.
Hlavní síly námořnictva jsou rozděleny do čtyř doprovodných uskupení, z nichž každé se skládá z jednoho vrtulníkového torpédoborce, dvou protiletadlových torpédoborců, pěti univerzálních torpédoborců a jedné zásobovací lodě. Jednotlivá doprovodná uskupení mají své základny v Jokosuce, Sasebu, Maizuru a v Kure.
Jelikož má Japonsko napjaté vztahy se Severní Koreou, která rozvíjí svůj jaderný a raketový program, japonské námořní síly sebeobrany se nově podílí též na obraně proti balistickým střelám. Tuto schopnost mají čtyři torpédoborce vybavené zbraňovým systémem Aegis, přičemž Japonsko a USA společně vyvíjejí nejmodernější verzi řízené střely Standard SM-3 Block IIA. První cvičný sestřel balistické rakety letící ve výšce 160 km se podařil torpédoborci Kongó roku 2007.
Japonsko sice oficiálně nevlastní letadlové lodě, dvojice válečných lodí třídy Hjúga, označovaných jako torpédoborce svou koncepcí fakticky odpovídá lehké letadlové lodi či nosiči vrtulníků, přičemž je již plánována stavba dvojice lodí s výrazně větším výtlakem.
Z nejmodernějších amerických topédoborců třídy Arleigh Burke jsou odvozeny japonské torpédoborce tříd Kongó a Atago, vybavené rovněž americkým zbraňovým systémem Aegis. Čtyři jednotky třídy Kongó jsou vybaveny modifikovaným systémem Aegis BMD (Ballistic missile defense), sloužícím k obraně proti balistickým střelám. Domácí konstrukcí je pět torpédoborců třídy Takanami. Ty by v letech 2012 až 2014 měly doplnit čtyři nové torpédoborce třídy Akizuki, které jsou v současnosti ve stavbě.
Japonsko nezůstává pozadu ani ve stavbě ponorek. Do roku 2008 stavěnou třídu Ojašio nyní doplňují novější ponorky třídy Sórjú, vybavené například pohonem nezávislým na přístupu vzduchu pomocí stirlingových motorů.

## Složení

### Torpédoborce

#### Vrtulníkové torpédoborce

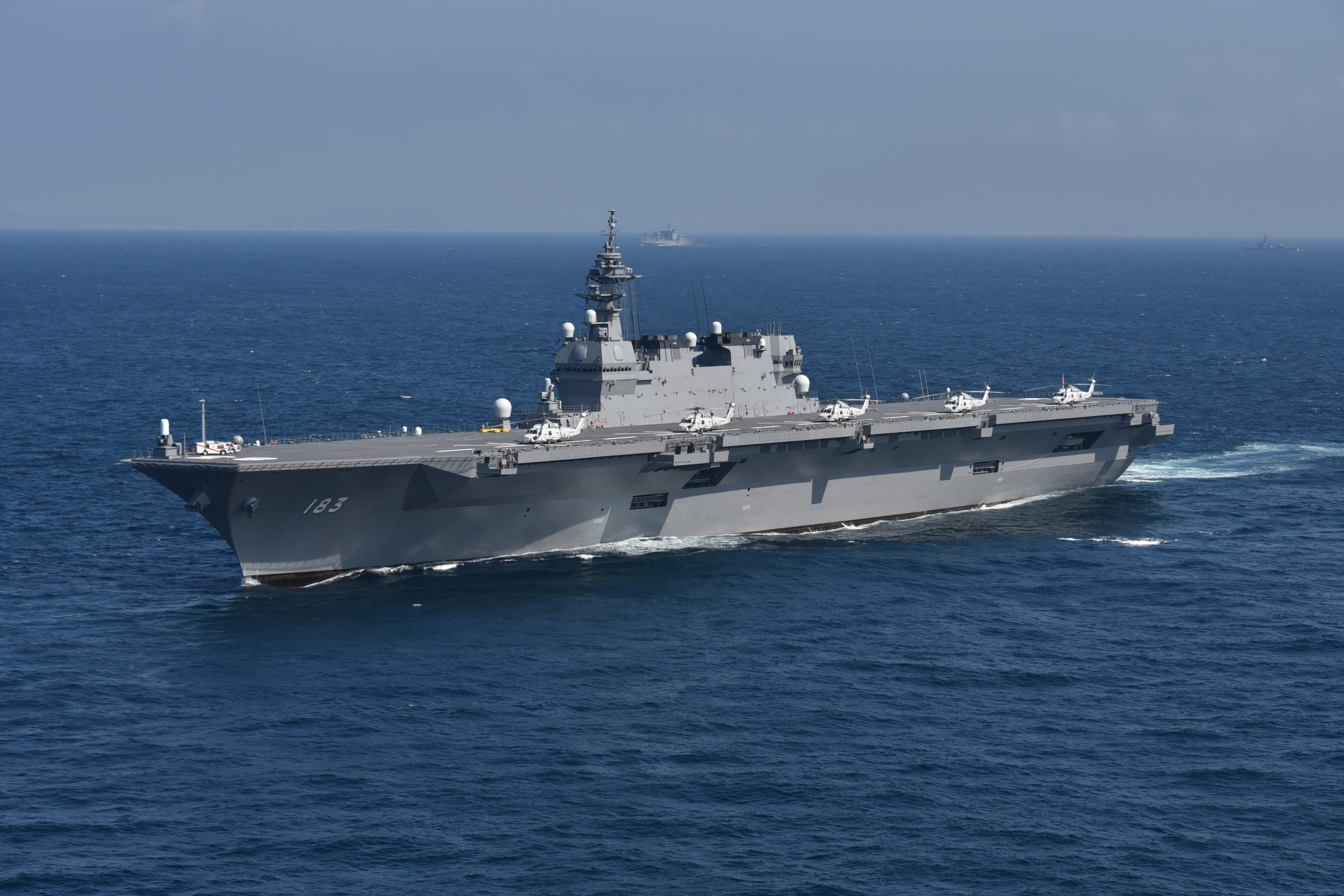
„Torpédoborec“ třídy Izumo

- Třída Izumo (2 ks) – probíhá modernizace na lehké letadlové lodě
- Třída Hjúga (2 ks)

#### Protiletadlové torpédoborce

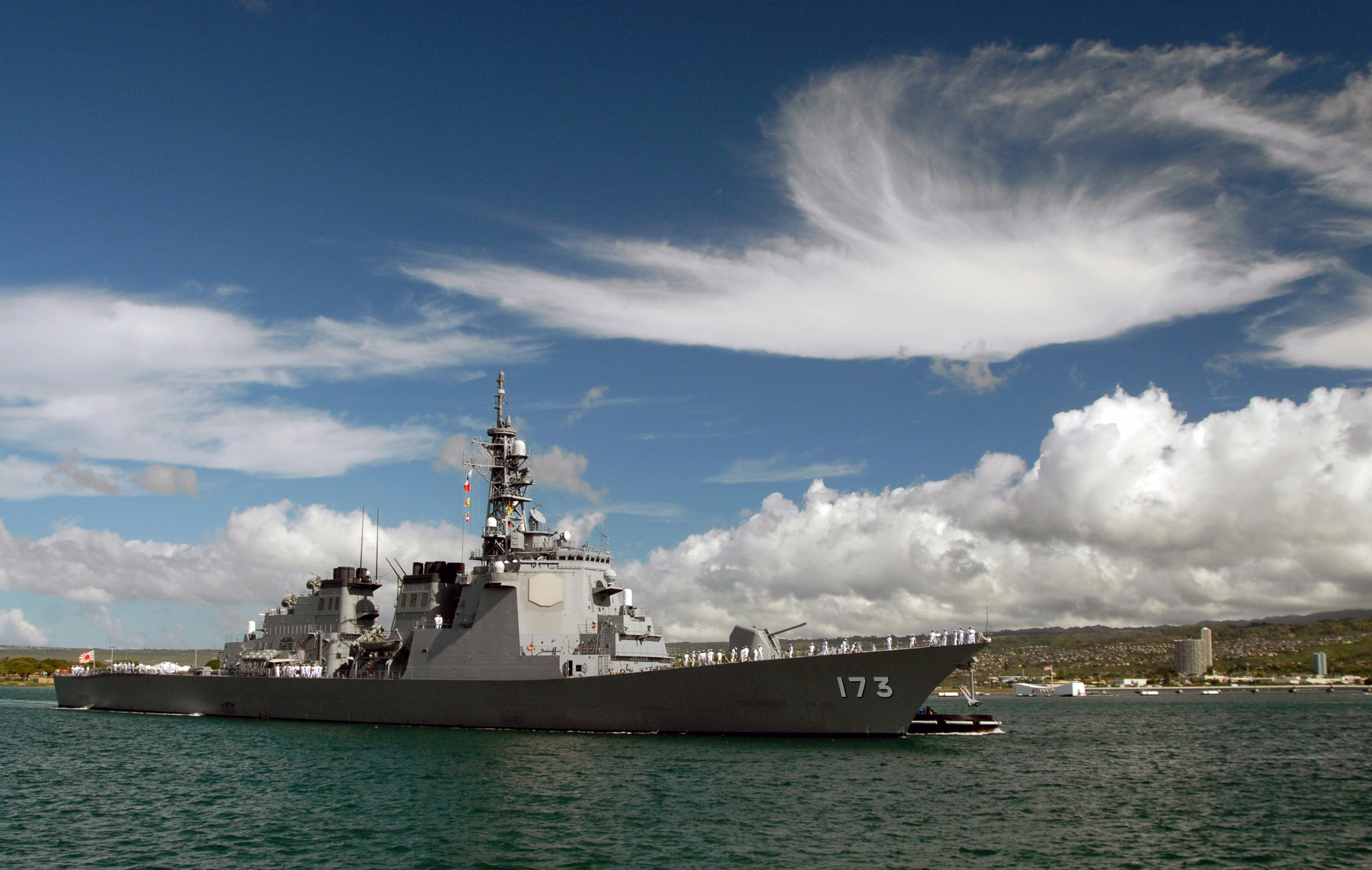
Torpédoborec Kongó

- Třída Maja (2 ks)
- Třída Atago (2 ks)
- Třída Kongó (4 ks)
- Třída Hatakaze (1 ks)

#### Univerzální torpédoborce
- Třída Asahi (2 ks)
- Třída Akizuki (4 ks)
- Třída Takanami (5 ks)
- Třída Murasame (9 ks)
- Třída Asagiri (8 ks)

### Fregaty
- Třída Mogami (8 ks)
- Třída Abukuma (6 ks)

### Raketové čluny
- Třída Hajabusa (6 ks)

### Ponorky

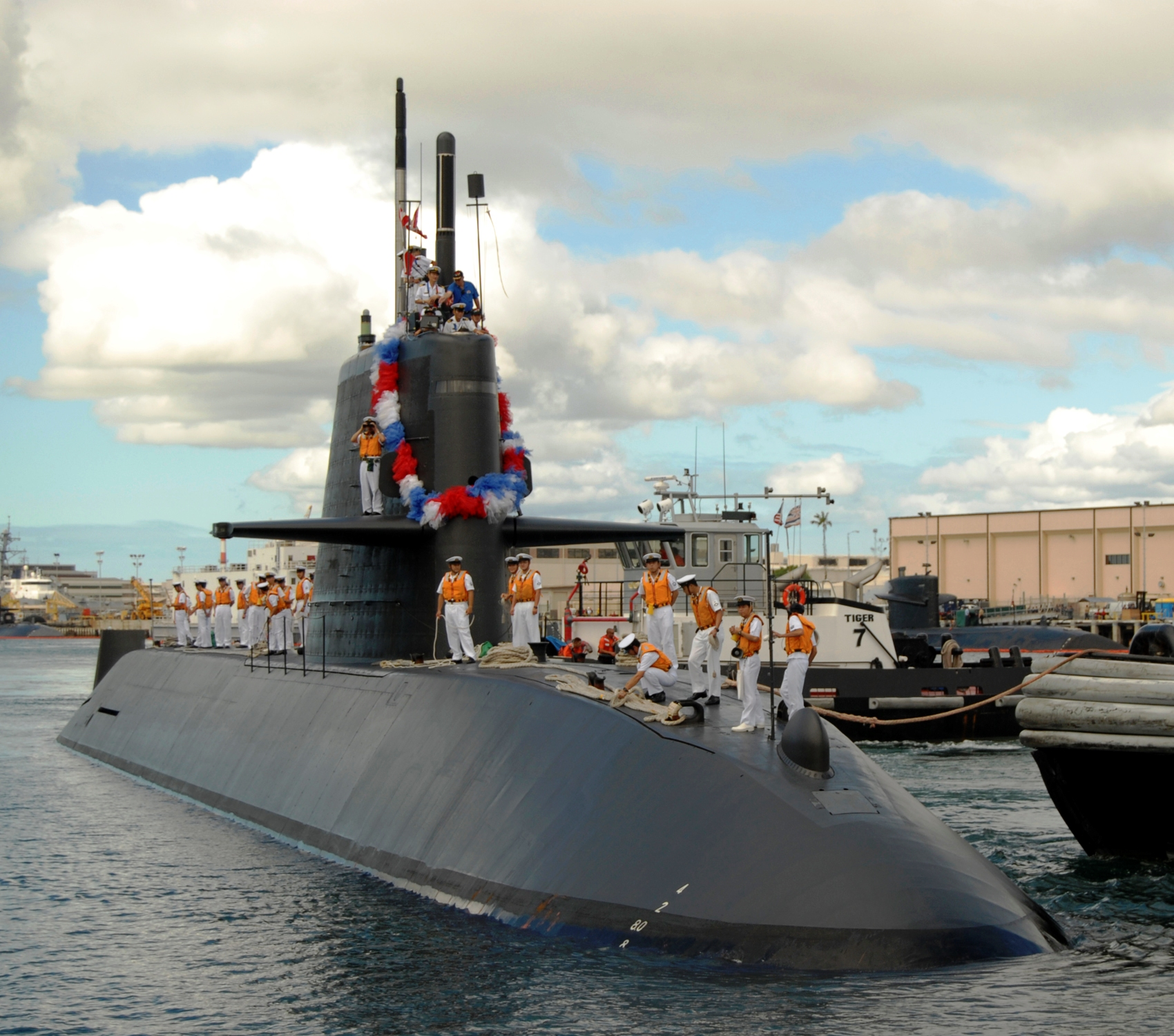
Ponorka třídy Ojašio

- Třída Taigei (4 ks)
- Třída Sórjú (12 ks)
- Třída Ojašio (9 ks)

### Výsadkové lodě

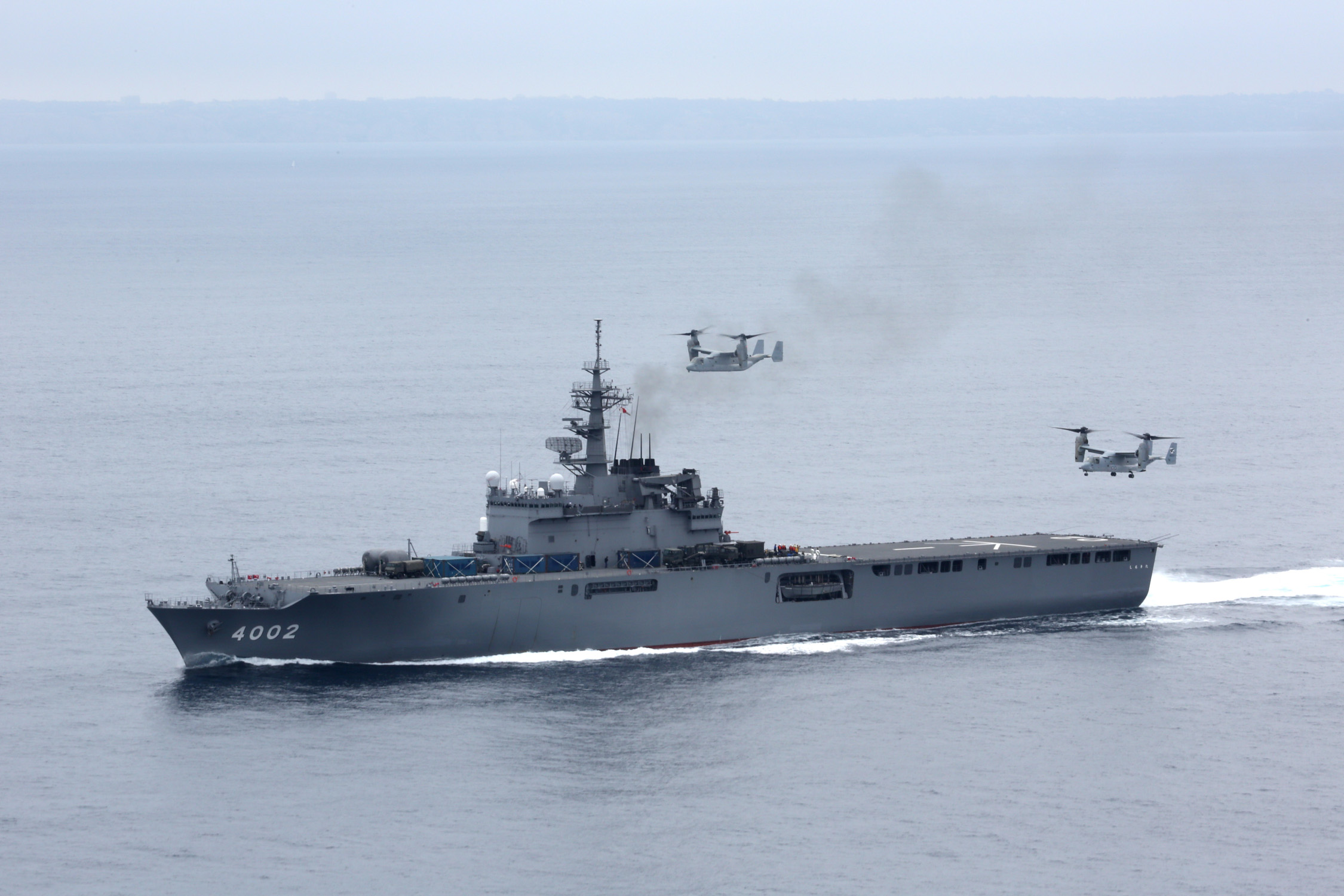
Šimokita (LST-4002) se dvěma konvertoplány V-22 Osprey

- Třída Ósumi (3 ks)
- Třída LCU 1 (1 ks)
- LCAC (6 ks)

### Minonosky

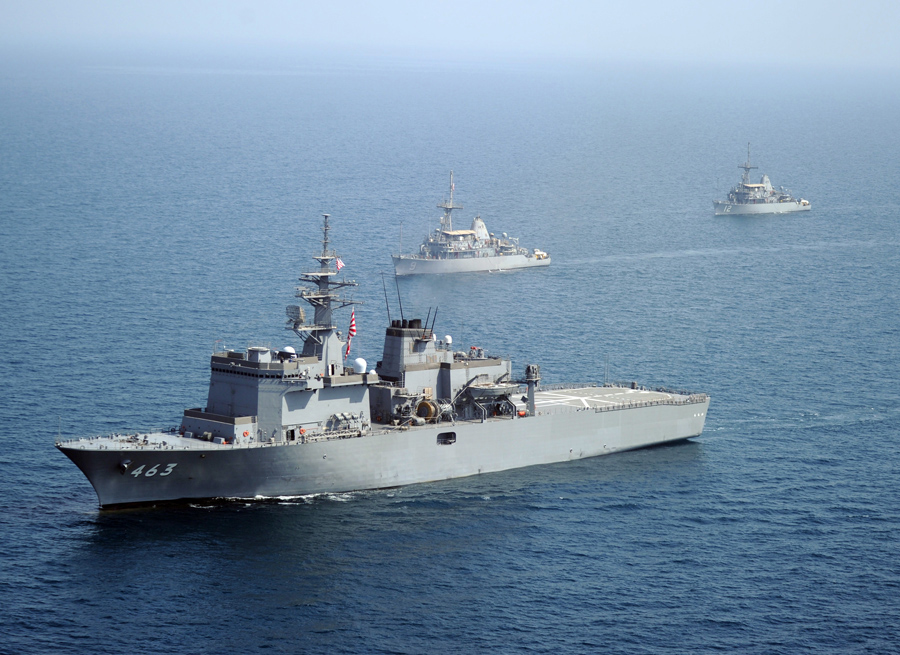
Mateřská loď Uraga (MST-463)

- Třída Uraga (2 ks)
- Třída Awadži (4 ks)
- Třída Enošima (3 ks)
- Třída Hirašima (3 ks)
- Třída Sugašima (8 ks)

### Pomocné lodě
- Třída Mašú (2 ks) – tanker
- Třída Towada (3 ks) – tanker

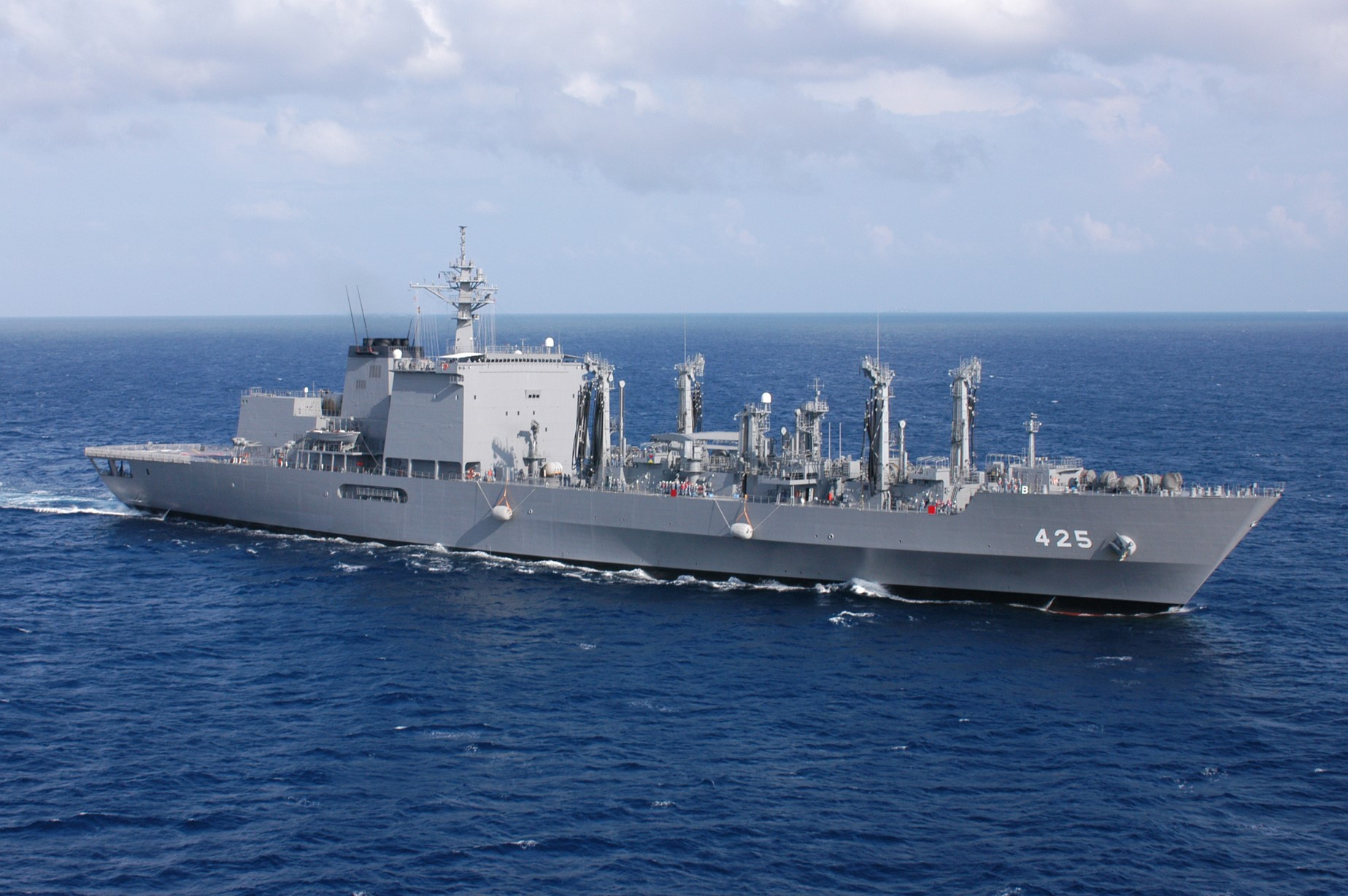
Mašú (AOE-425)

- Čijoda (ASR-404) – záchranná loď ponorek
- Čihaja (ASR-403) – záchranná loď ponorek
- Třída Hibiki (3 ks) – výzkumná lodě
- Sjónan (AGS-5106) – hydrografická výzkumná loď
- Ničinan (AGS-5105) – hydrografická výzkumná loď
- Třída Futami (1 ks) – hydrografická výzkumná loď

### Cvičné lodě
- Kašima (TV-3508)

## Plánované akvizice
- Třída ASEV  (Aegis System Equipped Vessel, 2 ks) - raketové torpédoborce[13]
- Třída 06FFM (12 ks) – fregaty
- Třída Mogami (4 ks) – fregaty
- Třída Taigei (4 ks) – ponorky
- Třída Awadži (3 ks) – minolovka
- Oceánská hlídková loď (12 ks) – první oceánské hlídkové lodě japonského námořnictva[14][15]
- Třída Jókó (2 ks) - výsadková loď typu LSV postaví japonská loděnice Naikai Zosen.
- Třída Nihonbare (4 ks) - výsadková loď typu LCU postaví japonská loděnice Naikai Zosen.
- Akaši (AGS-5107) – hydrografická výzkumná loď

## Operační nasazení

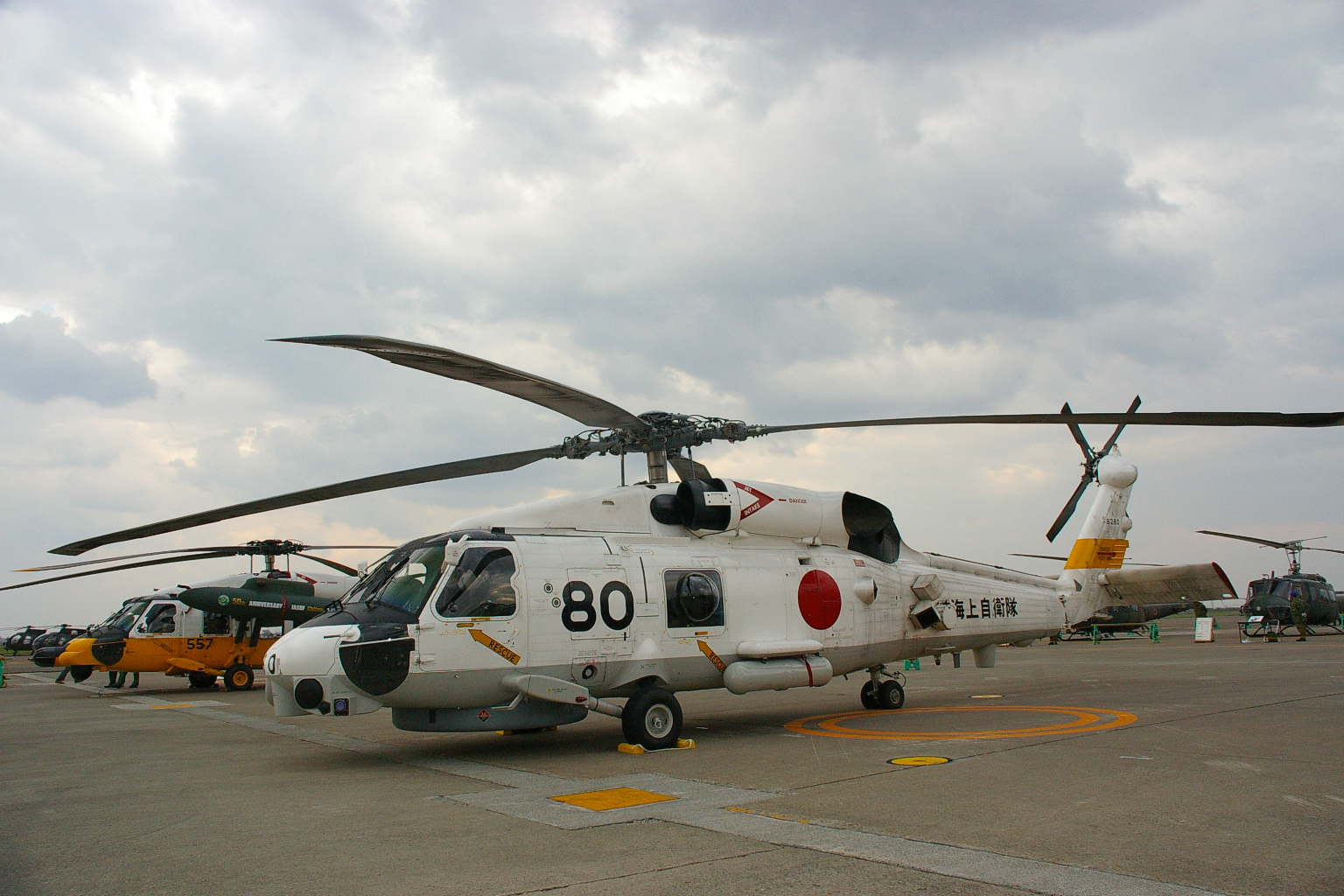
Vrtulník typu SH-60J

Po zemětřesení v Indickém oceánu roku 2004 byly některé japonské lodě nasazeny v postižených oblastech. Torpédoborce Kirišima, Takanami a zásobovací loď Hamana operovaly u pobřeží Thajska, zatímco další trojice lodí operovala u Sumatry.
Japonské lodě se též v Indickém oceánu podílely na operaci Trvalá svoboda — především pomáhaly se zásobováním. Mise začala roku 2001 a v lednu 2010 došlo k jejímu ukončení.
V současnosti se Japonské námořní síly sebeobrany též podílí na boji proti modernímu pirátství ve vodách okolo Somálska.